# Keith Padgett
Pour les articles homonymes, voir Padgett.
Keith Padgett est le chef de l'exécutif des îles Malouines de 2012 à 2016.